# Greetje Kauffeld
Greetje Kauffeld (Róterdam, 26 de noviembre de 1939), es una cantante holandesa de estilo jazz y schlager. 

## Carrera
Desde pequeña sintió la vocación de ser cantante, sus ídolos eran Doris Day y Frank Sinatra En 1957, con 16 años es contratada por The Skymasters. Es contratada luego por el alemán Werner Müller para cantar con la RIAS Big Band de la RIAS (Rundfunk im amerikanischen Sektor), que era la radio y la televisión del sector de Berlín que controlaban los Estados Unidos durante la guerra fría, más adelante colaboraría con otros artistas como el autriaco Udo Jürgens, el belga Toots Thielemans, la francesa Caterina Valente, el danés Sven Asmussen y los alemanes Paul Kuhn, Kurt Edelhagen y Erwin Lehn. 
En 1961 representó a los Países Bajos en el Festival de la Canción de Eurovisión 1961 con la canción Wat een dag (Qué día), con la que alcanzó el 10º puesto entre 16 participantes. 
En 1968 actúa en Los Ángeles y Las Vegas, junto al contrabajista Ray Brown, y los guitarristas Herb Ellis y el brasileño Oscar Castro-Neves. Vuelve a los Países Bajos en 1969, centrándose en su carrera jazzística y actuando con músicos de jazz estadounidenses como los saxofonistas Stan Getz, Phil Woods y el trompetista Thad Jones o el contrabajista danés Niels-Henning Ørsted Pedersen.
En 1986 formó su propio trío, con el guitarrista Peter Nieuwerf y el saxofonista Ruud Brink (después reemplazado por Jan Menu).

## Vida personal
En 1969 se casó con el productor Joop De Roo, con el que tiene dos hijos. Vive desde hace años en Alemania. En 2014 escribió Greetje escribió su biografía junto al periodista alemán Ingo Schiweck.

## Discografía
- Hallo Paulchen! – Hallo Greetje!, (Paul Kuhn y Greetje Kauffeld)
- Sunday Melody, Rob Pronk’s Big Band, 1965
- And let the music play, 1973
- Back Together, 1973
- And let the music play, (LP), 1974, reeditado en 2004
- He was a king uncorwned, 1976
- Some other spring, 1980
- My romance, 1987
- The song is you
- On my way to you, 1989
- European windows, 1992
- Greetje Kauffeld live at the Kölner Philharmonie with the Kölnmusik Big Band, 1993
- The real thing, 1994
- Uit liefde en respect voor George Gershwin, 1995
- Greetje Kauffeld meets Jerry van Rooijen with Jiggs Whigham and his RIAS BIG BAND, 1996
- Jeden tag da liebe ich dich ein kleines bischen mehr, 1997
- On the sunny side of swing, 1997
- My favourite ballads
- Dutch jazz giants volume 1, 1999
- Dreaming, 1999
- Play it again Paul, 2000
- Devil may care, 2002
- My shining hour, 2004